# غزو كوكب القرود
غزو كوكب القرود (بالإنجليزية: Conquest of the Planet of the Apes)‏ هو فيلم خيال علمي أمريكي من إخراج جيه. لي تومسون وبطولة رودي ماكدويل، دون موراي وريكاردو مونتلبان. صدر الفيلم في 14 يونيو 1972.

## وصلات خارجية
- غزو كوكب القرود على موقع IMDb (الإنجليزية)
- غزو كوكب القرود على موقع ميتاكريتيك (الإنجليزية)
- غزو كوكب القرود على موقع روتن توميتوز (الإنجليزية)
- غزو كوكب القرود على موقع نتفليكس (الإنجليزية)
- غزو كوكب القرود على موقع قاعدة بيانات الأفلام العربية
- غزو كوكب القرود على موقع ألو سيني (الفرنسية)
- غزو كوكب القرود على موقع Turner Classic Movies (الإنجليزية)
- غزو كوكب القرود على موقع أول موفي (الإنجليزية)
- غزو كوكب القرود على موقع بوكس أوفيس موجو (الإنجليزية)
- غزو كوكب القرود على موقع فيلمافينيتي (الإسبانية)